# Special! Best Mini ~2.5 Maime no Kare~
Special! Best Mini ~2.5 Maime no Kare~ (スッペシャル!ベストミニ ～2.5枚目の彼～ (Supesharu! Besuto Mini ~Ni-ten-go Maime no Kare~?)) è un EP del gruppo idol femminile giapponese Berryz Kobo, pubblicato nel 2005.

## Tracce
1. Gag 100kaibun Aishite Kudasai
2. Arigatō! Tomodachi (ありがとう！おともだち。?)
3. Special Generation (スッペシャル ジェネレ～ション?)
4. 21ji made no Cinderella (２１時までのシンデレラ?)
5. Piriri to Yukō!
6. Anata Nashi de wa Ikite Yukenai

## Formazione
- Saki Shimizu
- Momoko Tsugunaga
- Chinami Tokunaga
- Miyabi Natsuyaki
- Maasa Sudō
- Yurina Kumai
- Risako Sugaya